# Warszawa (utwór)
Warszawa – utwór napisany wspólnie przez Davida Bowiego i Briana Eno pochodzący z płyty Bowiego Low, która ukazała się w 1977 roku. Jest to utwór głównie instrumentalny, ale w jego końcowej fazie można usłyszeć Bowiego śpiewającego kilka zwrotek w wymyślonym przez siebie języku.

## Inspiracja
David Bowie odwiedził Warszawę dwukrotnie, w 1973 i 1976 roku. W maju 1973 roku wracając do Wielkiej Brytanii ze Związku Radzieckiego, gdzie odbył podróż Koleją Transsyberyjską, z powodu braku odpowiednich dokumentów, nie zdołał wysiąść z pociągu, gdy ten zatrzymał się w Warszawie.
W kwietniu 1976 roku, podróżując z Moskwy do Berlina Zachodniego zatrzymał się na krótko na stacji Warszawa Gdańska, skąd wybrał się na spacer na niedaleki plac Komuny Paryskiej, gdzie w księgarni zakupił kilka płyt. Jedną z nich były nagrania polskich piosenek ludowych w wykonaniu Zespołu Pieśni i Tańca „Śląsk”.
Bezpośrednią inspiracją piosenki był podobno syn Tony’ego Viscontiego, producenta wielu płyt Bowiego. Brian Eno usłyszał go powtarzającego na pianinie trzy nuty: A–B–C. Eno usiadł do pianina wraz z nim i „dograł” kilka następnych nut, komponując w ten sposób początek tego utworu.
Środkowa, wokalna część utworu najprawdopodobniej opiera się na motywie z utworu „Helokanie”. Nie jest to oryginalny ludowy utwór, ale piosenka napisana przez kompozytora i twórcę zespołu „Śląsk” Stanisława Hadynę. Utwór ten był przez zespół „Śląsk” wielokrotnie nagrywany i niemal na pewno znajdował się na płycie, którą kupił Bowie.
„Warszawa” była pierwszym utworem granym w czasie tournée Bowiego, które odbyły się w 1978 i 2002 roku. W 1993 roku Philip Glass umieścił tę piosenkę na płycie Low Symphony, na której znalazły się symfoniczne impresje piosenek Bowiego.
Według Iana Curtisa, założyciela zespołu Joy Division, zespół ten początkowo nazywał się Warsaw właśnie na cześć tej piosenki. Nazwa została zmieniona w późniejszym czasie, głównie, aby uniknąć pomyłek z istniejącym wówczas w Londynie zespołem Warsaw Pakt.